# Ampedus analogicus
Ampedus analogicus is een keversoort uit de familie kniptorren (Elateridae). De wetenschappelijke naam van de soort is voor het eerst geldig gepubliceerd in 1886 door Kolbe.